# ميتشل وات (كرة سلة)
ميتشل وات (بالإنجليزية: Mitchell Watt)‏ مواليد 14 ديسمبر 1989، هو لاعب كرة سلة أمريكي. بدأ مسيرته الاحترافية في سنة 2012. يلعب مع يوفي كازيرتا باسكت في ليغا باسكيت الدرجة الأولى كلاعب وسط. يحمل الرقم 50. يبلغ طوله 6 قدم 10 بوصة (2.1 م). لعب كرة السلة الجامعية في جامعة بافالو. لعب مع ألبا برلين ويوفي كازيرتا باسكت.

## روابط خارجية
- ميتشل وات على موقع الدوري الأوروبي لكرة السلة (الإنجليزية)
- ميتشل وات على موقع دوري كرة السلة الياباني للمحترفين (اليابانية)
- ميتشل وات على موقع سبورتس رفرنس (الإنجليزية)
- ميتشل وات على موقع كرة السلة الأوروبية.كوم (الإنجليزية)
- ميتشل وات على موقع كلية كرة السلة في سبورتس رفرنس.كوم (الإنجليزية)
- ميتشل وات على موقع ريلجم (الإنجليزية)
- ميتشل وات على موقع بروبوليرز (الإنجليزية)
- ميتشل وات على موقع سبورتس رفرنس (الإنجليزية)
- ميتشل وات على موقع سبورتس رفرنس (الإنجليزية)